# Band From TV
Band from TV ist ein Benefiz-Bandprojekt, dessen Mitglieder Schauspieler US-amerikanischer Fernsehserien sind. Sie spenden den gesamten Erlös für gute Zwecke, wie z. B. Save the Children oder der Epilepsy Foundation. Der Erlös wird unter den Mitgliedern der Band aufgeteilt und von diesem Mitglied an die von ihm favorisierten Wohltätigkeitsorganisationen gespendet.

## Geschichte
Am 27. August 2006 fand das erste Konzert von Band from TV im Rahmen der Afterparty des 58th Primetime Emmy Awards statt. Im Jahr 2007 spielte die Band mehrere Konzerte und veröffentlichte im Juli 2007 ihr Debüt-Album Hoggin' All the Covers. Am 16. Januar 2009 hatten sie ihr Debüt im Fernsehen in der The Tonight Show with Jay Leno auf NBC.

## Diskografie
Alben
- 2008: Hoggin All the Covers
- 2010: Get the Party Started